# Facultatea de Fizică a Universității de Vest din Timișoara
Facultatea de Fizică a Universității de Vest din Timișoara” este o instituție de învățământ superior de stat, din Timișoara, care oferă 3 domenii de licență la zi, 5 de programe de masterat, precum și studii doctorale.

## Istoric
Și-a deschis porțile în anul universitar 1962-1963 cu o singură secție de Fizică (învățământ la zi), cu durata studiilor de 5 ani și specializarea Electroradiofizică. O a doua secție, de Fizică-Chimie (învățământ la zi) de 4 ani, s-a înființat începând cu anul universitar 1965–1966. Facultatea a funcționat cu această structură până în anul 1973, când a fost reorganizată schema întregii Universități de Vest, prin comasarea unor secții și a unor facultăți. Facultatea de Fizică a fost înglobată atunci în nou creata Facultate de Științe ale Naturii (alături de secțiile de Matematică și Informatică) iar secția de Fizică-Chimie a fost desființată. Secția Fizică a rămas în cadrul noii facultăți și a funcționat și cu forma de învățământ la seral.
În 1990 Facultatea de Fizică s-a desprins de Facultatea de Științe ale Naturii, rămânând pentru un an cu două secții: Fizică — zi și seral. Un an mai târziu, în 1991, s-a reînființat secția de Fizică-Chimie.
Începând din acest moment, Facultatea de Fizică a devenit o comunitate distinctă, în spațiul universitar propriu. Membrii comunității sunt: cadrele didactice, studenții, doctoranzii și persoanele angajate în programe de pregătire postuniversitare. Facultatea mai beneficiază în activitatea sa și de personal administrativ și auxiliar. Trecând prin transformări succesive, Facultatea de Fizică și-a constituit modelul actual, fiind un important centru de învățământ, știință și cultură.

## Structura
Numărul membrilor care desfășoară activități de cercetare în Facultatea de Fizică este de 37, dintre care: 7 profesori, 7 conferențiari, 14 lectori, 6 asistenți. 5 profesori au dreptul de conducere de doctorat.

### Conducerea facultății
|                       |           | Decan între  |
| --------------------- | --------- | ------------ |
| Dorina Andru Vangheli | (n. 1941) | 2000–2008    |
| Dumitru Vulcanov      | (n. 1951) | 2008–2015    |
| Daniel Vizman         |           | 2016-prezent |

Facultatea este condusă de Consiliul Facultății, din care fac parte 11 cadre didactice și 2 studenți (numărul poate varia în funcție de numărul specializărilor existente). Biroul Consiliului Facultății este format din decan, prodecan, secretarul științific și un student.

### Personalități marcante, absolvenți notabili
- Prof. Dr. Constantin Sălceanu
- Prof.Dr. Mircea Zaganescu
- Prof. Dr. Otto Aczel
- Prof. Dr. Emeric Hegedus
- Prof. Dr. Nicolae Avram (Membru Titular al Academiei Române [1])
- Prof. Dr. Octavian Birău
- Prof. Dr. Tiberiu Toró
- Prof. Dr. Ion Cotăescu
- Prof. Dr. Irina Nicoară
- Prof. Dr. Mihai Petrovici (acum profesor la IFIN-HH and involved in the ALICE experiment)

## Departamente și Specializări
Licență
- Fizică;
- Fizică Medicală;
- Fizică Informatică.

Master
- Astrofizică și Fizică computațională;
- Fizică aplicată în medicină;
- Fizica și Tehnologia Materialelor Avansate;
- Fizica Cristalelor;
- Nano-micro Sisteme Inteligente pentru Mediu și Nano-Micro Tehnologii.

## Centre de Cercetare
- Centrul de cercetări în Fizica Teoretică (acreditat CNCSIS)
- Fizica materialelor cristaline (acreditat CNCSIS)
- Centrul de cercetare pentru materiale inteligente Arhivat în 6 octombrie 2017, la Wayback Machine. (acreditat CNCSIS)
- Laboratorul pentru determinări cristalografice pe corp solid
- Grupul de electronică cuantica
- Platforma solara
- Grupul de relativitate numerică
- Electrohidrodinamica sistemelor nanometrice disperse

## Publicații proprii
Principala publicație a Universității de Vest din Timișoara este Analele Universității de Vest Timișoara în cadrul cărora există două serii de fizică. Prima este seria Fizică, publicație anuală destinată articolelor originale din toate domeniile fizicii, dar cu precădere din cele ale fizicii experimentale și aplicate. A doua serie, intitulată Theorethical, Mathematical and Computational Physics a fost înființată în anul 1998 și este o publicație anuală specializată în domeniul fizicii teoretice și matematice.

## Concursuri și Popularizarea Științei
Începând cu anul 2003 Facultatea de Fizică din Timișoara organizează "Concursul de Fizică: Constantin Sălceanu Arhivat în 12 august 2020, la Wayback Machine.”, în vederea promovării interesului pentru fizică în rândul elevilor de liceu și selectarea de studenți.
Evenimentul "Zilele Porților Deschise Arhivat în 24 septembrie 2015, la Wayback Machine." al Facultății de Fizică din Universitatea de Vest din Timișoara se derulează în fiecare an și are ca scop promovarea fizicii și prezentarea facultății elevilor interesați de facilitățile de studiu oferite și de oportunitățile de carieră pe care facultatea de fizică le pune la dispoziție. În mod constant, în fiecare an, numărul de elevi participanți din Timișoara, dar și din localități din județele limitrofe (Arad, Hunedoara, Caraș-Severin, Mehedinți) depășește cifra de 2500.